# Corrado Guglielminotti
Corrado Guglielminotti (Biella, 1901 – Biella, 1984) è stato un calciatore italiano, di ruolo attaccante.

## Carriera
Nato a Biella nel 1901, milita nella Biellese fin dalla sua fondazione nel 1919, divenendone capitano nel 1924. Nel 1920-21 svolge il servizio militare al centro sportivo di educazione fisica nel corpo d'armata di Milano. Con la squadra calcistica del corpo d'armata vince il campionato nazionale militare e nel 1923, convocato nella rappresentativa piemontese, disputa una partita contro la rappresentativa veneta. Nel 1927 riceve la convocazione nella nazionale B. Disputa 30 partite e segna 4 gol con la Biellese nel campionato di Divisione Nazionale 1928-1929 (il massimo campionato dell'epoca). Con i piemontesi totalizza altre 31 presenze e 4 reti nel campionato di Serie B 1929-1930.
Dopo il ritiro, nel novembre 1931 diventa direttore tecnico della Biellese subentrando a Quinto Meola. Nell'ottobre 1932 Guglielminotti viene premiato con un orologio d'oro «a nome di una vasta schiera di appassionati biellesi del calcio». In ambito extrasportivo, svolge la professione di odontotecnico.
Si spegne a Biella nell'ottobre 1984 all'età di 82 anni (i funerali si svolgono il 10 ottobre).